# Tórsvøllur
Tórsvøllur es un estadio de fútbol situado en Tórshavn, capital de las Islas Feroe.  El estadio tiene una capacidad de 6000 personas y fue inaugurado el 9 de julio de 1999 para proveer de un campo de juego a la selección nacional para que juegue sus partidos internacionales. Anteriormente, la selección de fútbol de las Islas Feroe disputaba sus encuentros en condición de local en Toftir en el estadio Svangaskarð.
En el año 2011 comenzó el proceso de remodelación completa del estadio. Se espera que la renovación total del estadio, la primera desde su construcción, se complete en 2021. La renovación incluye una nueva grada oeste con una sala de prensa, vestuario y capacidad para 1500 personas, lo que significa que el estadio tendrá capacidad para 5000 personas sentadas, casi 10% de la población total del territorio.

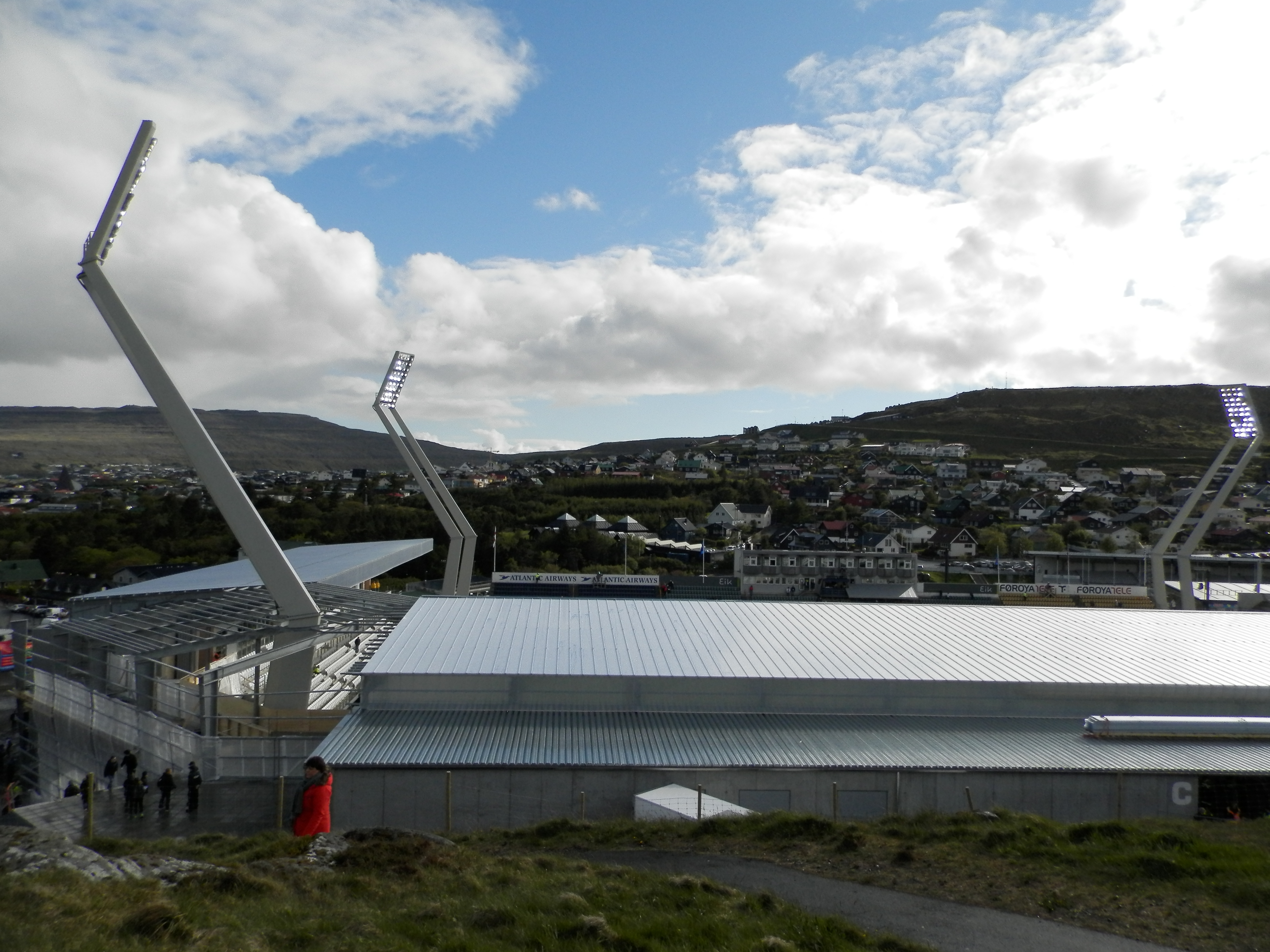
Tórsvøllur 2015
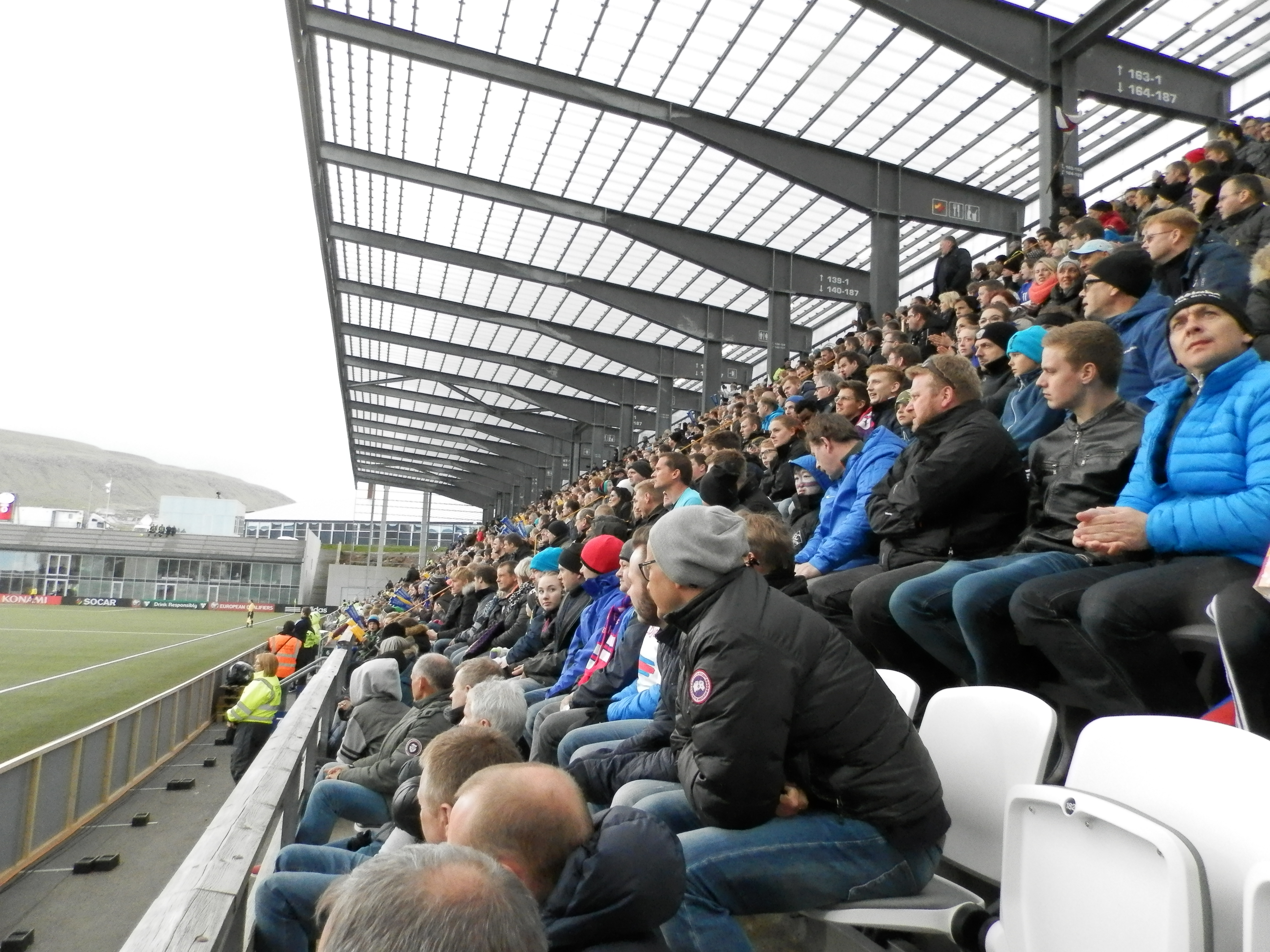
Tórsvøllur 2015
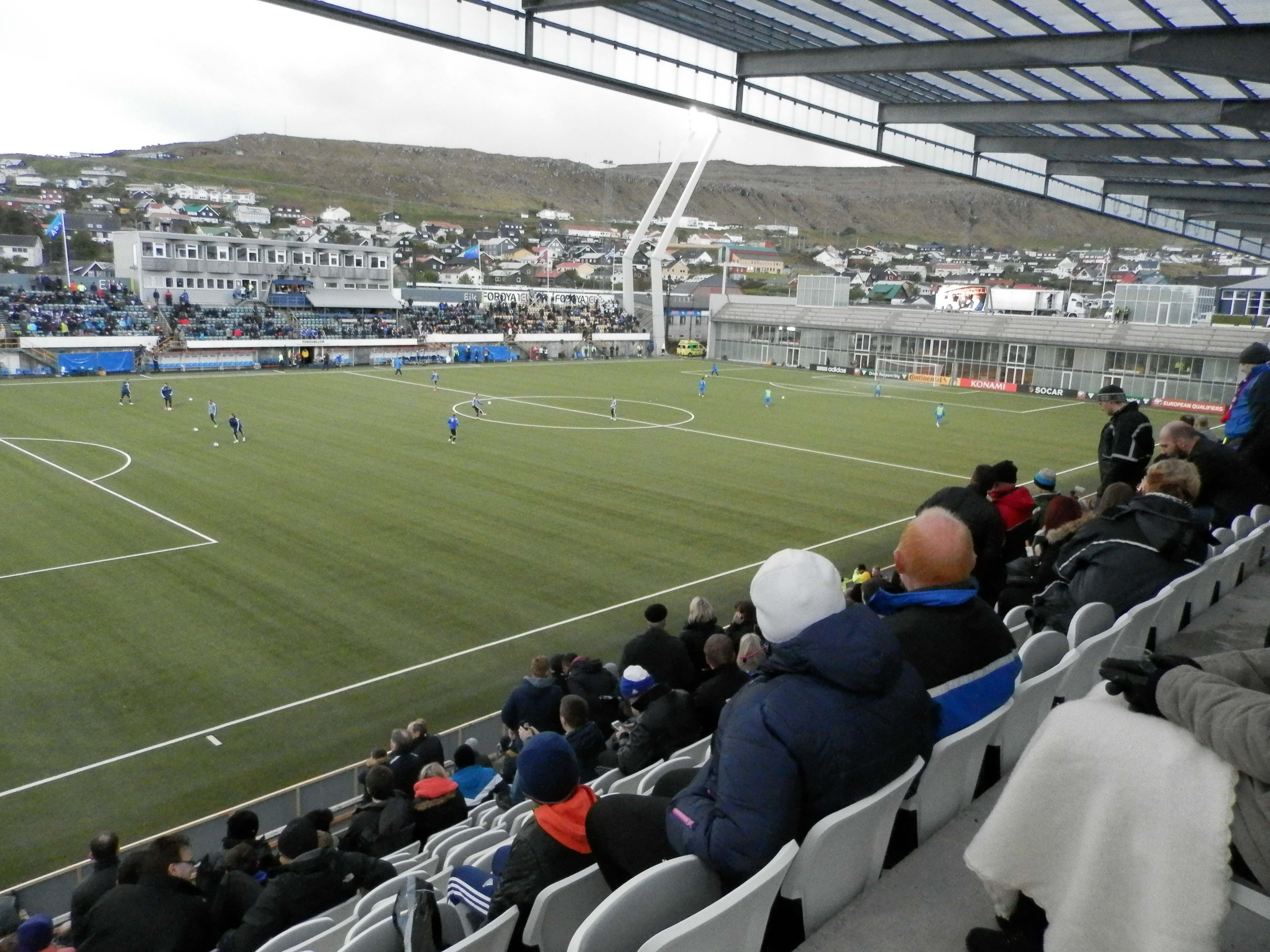
Tórsvøllur 2015
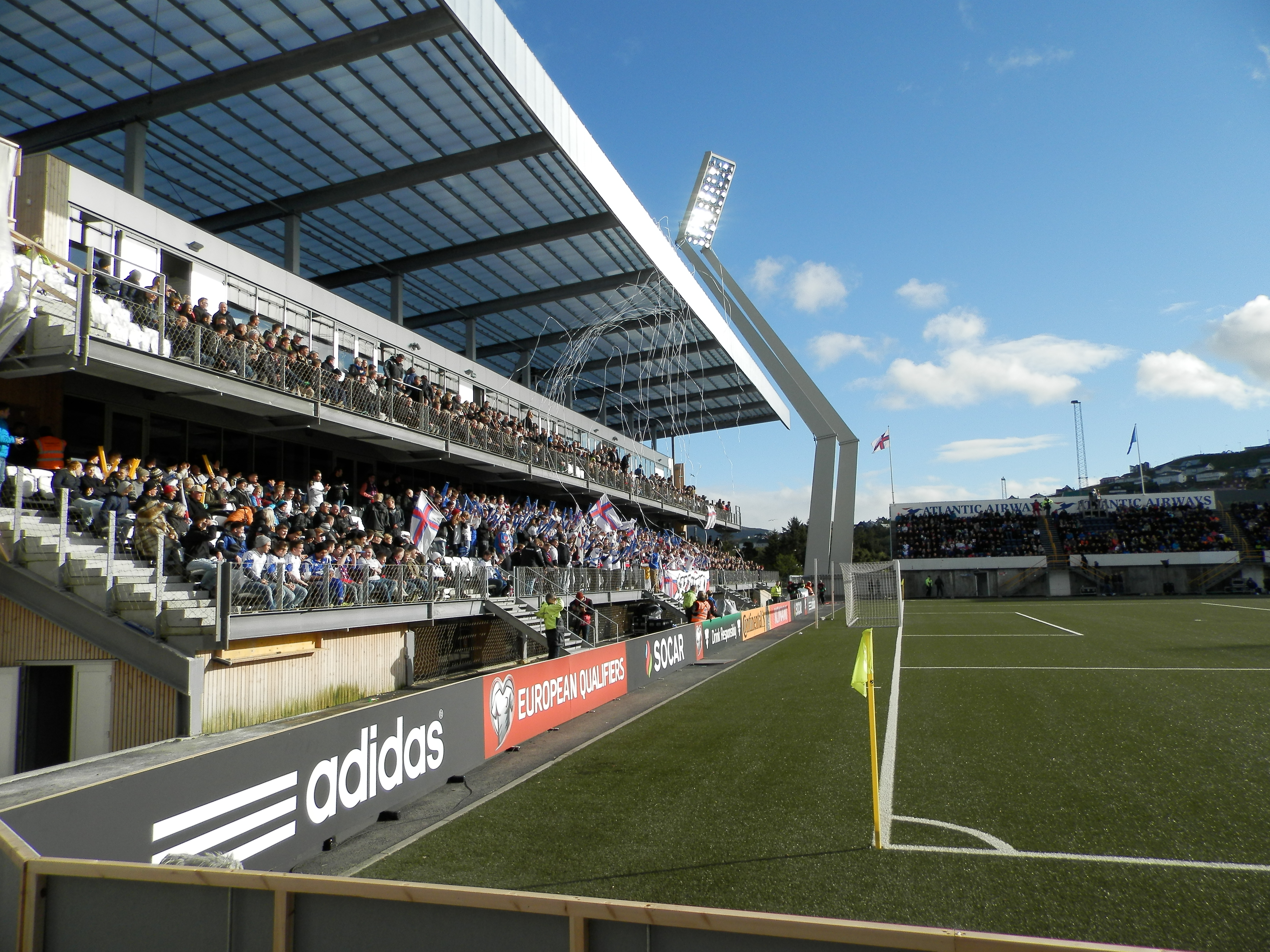
Tórsvøllur 2015

## Partidos disputados
| Fecha                   | Lugar                |             |                        | Resultado |                              |                   |
| ----------------------- | -------------------- | ----------- | ---------------------- | --------- | ---------------------------- | ----------------- |
| 4 de septiembre de 1999 | Tórsvøllur, Tórshavn | Islas Feroe | Bandera de Islas Feroe | 0:2       | Bandera de Estonia           | Estonia           |
| 4 de septiembre de 1999 | Tórsvøllur, Tórshavn | Islas Feroe | Bandera de Islas Feroe | 0:1       | Bandera de Lituania          | Lituania          |
| 11 de junio de 2003     | Tórsvøllur, Tórshavn | Islas Feroe | Bandera de Islas Feroe | 0:2 (0:1) | Bandera de Alemania          | Alemania          |
| 20 de agosto de 2003    | Tórsvøllur, Tórshavn | Islas Feroe | Bandera de Islas Feroe | 1:2 (0:1) | Bandera de Islandia          | Islandia          |
| 7 de octubre de 2006    | Tórsvøllur, Tórshavn | Islas Feroe | Bandera de Islas Feroe | 0:1 (0:0) | Bandera de Lituania          | Lituania          |
| 2 de junio de 2007      | Tórsvøllur, Tórshavn | Islas Feroe | Bandera de Islas Feroe | 1:2 (0:1) | Bandera de Italia            | Italia            |
| 13 de octubre de 2007   | Tórsvøllur, Tórshavn | Islas Feroe | Bandera de Islas Feroe | 0:6 (0:2) | Bandera de Francia           | Francia           |
| 3 de septiembre de 2010 | Tórsvøllur, Tórshavn | Islas Feroe | Bandera de Islas Feroe | 0:3 (0:2) | Bandera de Serbia            | Serbia            |
| 12 de octubre de 2010   | Tórsvøllur, Tórshavn | Islas Feroe | Bandera de Islas Feroe | 1:1 (0:0) | Bandera de Irlanda del Norte | Irlanda del Norte |
| 7 de junio de 2011      | Tórsvøllur, Tórshavn | Islas Feroe | Bandera de Islas Feroe | 2:0 (1:0) | Bandera de Estonia           | Estonia           |
| 2 de septiembre de 2011 | Tórsvøllur, Tórshavn | Islas Feroe | Bandera de Islas Feroe | 0:1 (0:1) | Bandera de Italia            | Italia            |